# موتر تون غراند بريكس
موتبر تون غراند بريكس (بالإنجليزية: Motor Toon Grand Prix)‏ ـ (باليابانية: モータートゥーン・グランプリ) ، هي لعبة فيديو يابانية من نوع سباقات السيارات، أنتجت عام 1996م من تطوير شركة بوليفوني ديجيتال ونشرها شركة سوني كمبيوتر إنترتنمنت.